# Alucita ectomesa
Alucita ectomesa là một loài bướm đêm thuộc họ Alucitidae. Loài này có ở Tanzania.